# 何も言えなくて…夏
「何も言えなくて…夏」（なにもいえなくて なつ）は、THE JAYWALK（当時はJ-WALK）の18枚目のシングル。1991年7月21日発売。JAYWALKの代表曲として知られる。

## 概要
表題曲「何も言えなくて…夏」は、1990年12月発売のアルバム『DOWN TOWN STORIES』収録の「何も言えなくて」をサマーバージョンとしてリアレンジを施し歌詞を変更したもの。およそ98万枚を売り上げ、JAYWALKの代表曲となった。発売からおよそ1年後となる1992年夏ごろから徐々に売り上げを伸ばし、1993年1月11日付のオリコンにて発売以来初の10位にランクインする。最高位である7位はその2週後と3週後に記録した。この曲で1993年の第44回NHK紅白歌合戦に初出場を果たす。
2005年7月から放送の連続ドラマ『おとなの夏休み』（日本テレビ）第4話の主題歌として使用された。
2008年にアンサーソングであるシングル「もう一度…」が発売された（カップリングに「何も言えなくて…夏 2008」を収録）。また数多くの邦楽コンピレーション・アルバム、通販CDに収録されている。

## 収録曲
全曲 作曲：中村耕一 / 編曲：J-WALK
1. 何も言えなくて…夏 (4:07)
作詞：知久光康
2. What can I say to you...? (4:06)
作詞：Betsy Sefferis
3. 何も言えなくて…夏 (INSTRUMENTAL VERSION) (4:06)

## 収録されたコンピレーション・アルバム
- J-POP CAFE
- R35 Sweet J-Ballads
- J-Love（通販CDボックス）
- J-LOVE Super Collection（通販CDボックス）
- J-POPリフレイン〜時代を超えたBEST SONGS〜（通販CDボックス）
- 夢みるバラード〜Dream（通販CDボックス）

## バージョン別収録
何も言えなくて - [6分7秒]
アルバム「DOWN TOWN STORIES」（1990年12月16日）
何も言えなくて･･･ 夏 - [4分7秒]
シングル（1991年7月21日）
ベストアルバム「THE BEST OF JAYWALK」（1995年7月5日）
マキシシングル（2004年12月22日）
ベストアルバム「JAYWALK BALLAD BEST」（2008年11月5日）
何も言えなくて (WINTER VERSION) - [4分33秒]
シングル（1991年12月16日） - テレビ朝日系「ビートたけしのTVタックル」エンディングテーマ曲
ベストアルバム「JAYWALK SUPER BEST」(2004年11月25日)
何も言えなくて…夏 (ORIGINAL LONG VERSION) -  [5分19秒]
アルバム「心の鐘を叩いてくれ」（1991年11月21日）
ベストアルバム「DO YOU REMEMBER WHEN?～BEST POPS SINCE1980」（2000年2月23日）
ベストアルバム「JAYWALK SUPER BEST」(2004年11月25日)
何も言えなくて･･･ 夏　※ライヴバージョン - [7分]
ライヴアルバム「2HOURS&7MINUTES Complete Featuring of Live at BUDOKAN」（1994年4月2日）
何も言えなくて･･･ 夏　※セルフカバー - [5分27秒]
セルフカバーアルバム「何も言えなくて･･･夏 JAYWALK ORIGINAL EDITION 1」（2006年7月19日）
ベストアルバム「WE ARE +FINAL BEST」（2011年6月1日）
何も言えなくて･･･ 夏 2008　[5分51秒]
シングル「もう一度･･･」（2008年3月26日）
コンピレーション「とくダネ! 朝のヒットスタジオvol.5」
何も言えなくて (アコースティックver.)　※セルフカバー - [4分34秒]
ベストアルバム「JAYWALK BALLAD BEST」（2008年11月5日）
何も言えなくて･･･ 夏　※セルフカバー - [5分33秒]
アルバム「STORIES」（2009年5月9日）
何も言えなくて…冬(DJ TORA mix)　※オリジナル曲のリミックスバージョン
何も言えなくて…冬～Christmas version～(DJ TORA mix)
何も言えなくて…冬～Christmas version～"Instrumental"(DJ TORA mix)
ミニアルバム「何も言えなくて…冬」（2007年11月28日）
何も言えなくて…夏 (2012 Mabuchi Hidemasa Version)　※馬渕英将ボーカルによる新録音
アルバム「糸車 -Spinning Wheel- Second legend『空と雲のように -風の色　雲の色　星の歌-』」（2012年9月12日）※
アルバム「New Born Tears」（2012年10月10日）
何も言えなくて～WINTER MIX～　※馬渕英将ボーカルによる新録音
アルバム「糸車 -Spinning Wheel- Third legend『ONCE IN YOUR LIFE -外は粉雪　暖炉の前　Holly Night-』」（2012年11月21日）※
何も言えなくて･･･夏（Vo.杉田裕）　※杉田裕ボーカルによる新録音
アルバム「GREAT JAYWALK " 4 " SONG BOOK 【 4 × 1st 】 ～　Ignorance and confidence　無知と自信　～」（2017年4月26日）※
(※)はファンクラブ限定販売品。